# درب الأربعين

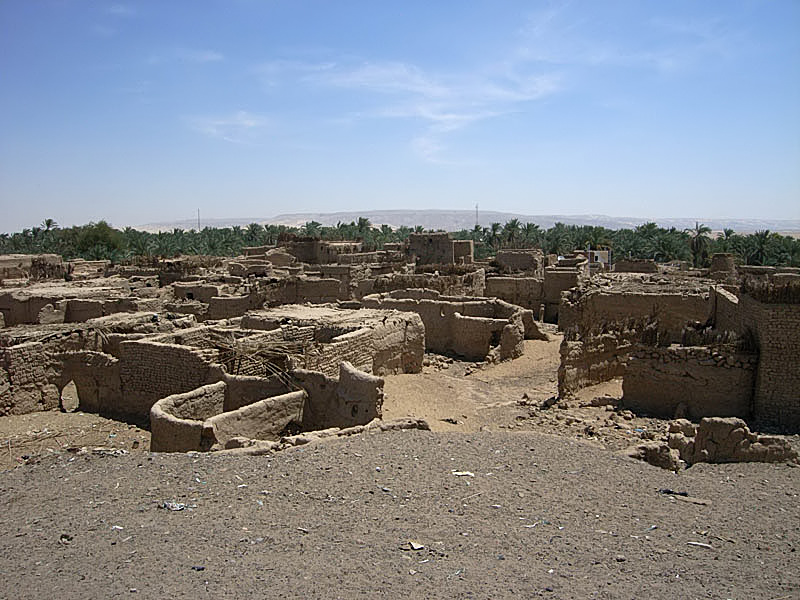

طريق تاريخي يصل مصر بالسودان اشتهر بتجارة الإبل مبتدأة من دارفور وتنتهى عند إمبابة في محافظة الجيزة المصرية، كان للطريق دور دينى بحركة الطرق الصوفية خلاله من دول غرب أفريقية مرورا بالسودان وانتهاء بمصر.

## المكان
طريق أو درب الأربعين حالياً يبدأ من أسيوط في صعيد مصر ويمتد حتى الواحات الخارجة ثم يسير جنوباً ماراً بواحة سليمة وبئر النطرون، ويستمر حتى يصل إلى الفاشر في غرب السودان وتقطعه القوافل في أربعين يوماً. وقد ذكر المؤرخون درب الأربعين في معظم ما كتب عن مصر، فقال أبن بطوطه من حد الجنوب عند أسوان كان يمتد الطريق إلى مالي ثم سلجماسة ماراً بدنقلة وهي من البلاد الكبيرة في السودان ومنها إلى سول وهي آخر بلاد مالي ثم على قاعدة كوكو في بلاد البرتو وتمبكتو في مالي، ثم ولاته ومنها إلى كلباسة.. ومن أسيوط كان يخرج إلى السودان الغربي ماراً بالواحات الداخلة والكفرة ويتجه إلى السودان ومنها إلى غانا.

## التسمية
كانت قوافل الجمال تستغرق اربعين يوما حتى تصل إلى محطتها الأخيرة في مصر وينعقد لبيعها في سوق الجمعة.

## الدور الديني
وقد لعب طريق درب الأربعين دوراً دينياً هاماً، حيث إن المتصوفين كانوا يسلكون هذا الطريق، فيقال:" إنه سمي بالأربعين نظراُ لمرور (40) من الطرق الصوفية منه وإليه خاصة أولياء الطريقة الشاذلية نسبة إلى أبو الحسن الشاذلي ومريديه وهو من شاذلة في المغرب.ومن المعروف أنه دفن في البحر الأحمر في منطقة صحراء "عيذاب" في رحلة إلى الحج ويقام له المولد كل عام في محل دفنه.
وهناك قصص وحكايات عن المعجزات التي كانت تحدث أثناء مرور هؤلاء الصوفية من درب الأربعين فهناك من كان يأتي سيراً على الأقدام من المغرب والمناطق المجاورة، لذلك فإن أهمية درب الأربعين في مصر ليست فقط في كونه طريق تجارة الجمال أو تجارة الكارم أو حلقة اتصال بالصوفية القادمين من شمال غرب إفريقيا، بل أنه كان طريقاً يسهل وصول كل الثقافات المختلفة ولذلك فقد لعب درب الأربعين دوراُ هاماً في التجارة بوجه عام والثقافة الإنسانية بوجه خاص.

## التاريخ
ذكر المؤرخون «درب الأربعين» في معظم ما كتب عن مصر، فقال ابن بطوطه من حد الجنوب عند أسوان كان يمتد الطريق إلى مالي ثم سلجماسة ماراً بدنقلة وهي من البلاد الكبيرة في السودان ومنها إلى سول وهي آخر بلاد مالي ثم على قاعدة كوكو في بلاد البرتو وتمبكتو في مالي، ثم ولاته ومنها إلى كلباسة.
كما كان طريق الصحراء الغربية هو أهم الطرق التي ربطت مصر وبلاد النوبة ومنها غرباًُ إلى الواحات، وقد ذكر الحسن بن الوزان أن واحة الخارجة كانت هي الباب الحقيقي إلى بلاد غرب إفريقيا، وكذلك الواحات التي كانت شبكة طرق للقوافل أساساً تتحرك عليها تجارة مرور بعيدة المدى بين أقاليم متباعدة ومتباينة.
و ترجع أهمية «درب الأربعين» التاريخية إلى سنين طويلة عرفها التاريخ منذ القرن الثامن عشر، فعبر المحيط الهندي وجنوب آسيا والشرق الأقصى ومحاذاة الساحل الغربي لإفريقيا، حيث أنشأ التجار العرب الذين اثروا تلك المنطقة من خلال التواصل مع سكان المنطقة الذين روجوا منتجاتهم وتجارتهم في تلك الفترة ما بين الذهب والفضة وريش النعام والعطور والحرير والتوابل.
ولعب درب الأربعين أيضاً دوراً مهماً في مطلع القرن الثامن عشر حين كان معبراً إلى الحج حيث القادمون من شمال وغرب إفريقيا من هذا الطريق وذلك قبل عصر المماليك حتى أصبح ملتقى التفاعل الثقافي والتاريخي الهام، أما بخلاف ذلك فقد استخدم طريق درب الأربعين في جلب تجارة العبيد من أفريقيا.
ولكن لا شك في أن الروابط المتنامية بين مصر ودول غرب إفريقيا أدت إلى نمو روابط علمية وثقافية هامة من خلال هذا الدرب، فيحكي التاريخ أن السلطان منساموس انتهز فرصة وجوده في مصر فابتاع جملة من الكتب ليوفر لأهل بلاده جانباً من الثقافة الإسلامية.